# Tōhoku
Die Region Tōhoku (jap. 東北地方 Tōhoku-chihō) befindet sich auf der Insel Honshū, der größten Insel Japans. Tōhoku ist relativ dünn besiedelt mit wenigen Großstädten. In den Bergen gibt es viele heiße Quellen. Die Küste besteht hauptsächlich aus Felsenküste. Früher lebten hier die Ezo. Auf Japanisch bedeutet Tōhoku „der Nordosten.“
Am 11. März 2011 zerstörte das größte Erdbeben in der Geschichte Japans sowie ein anschließender Tsunami weite Teile der Küstenregion im Nordosten und führte zur Nuklearkatastrophe von Fukushima.

## Geographie

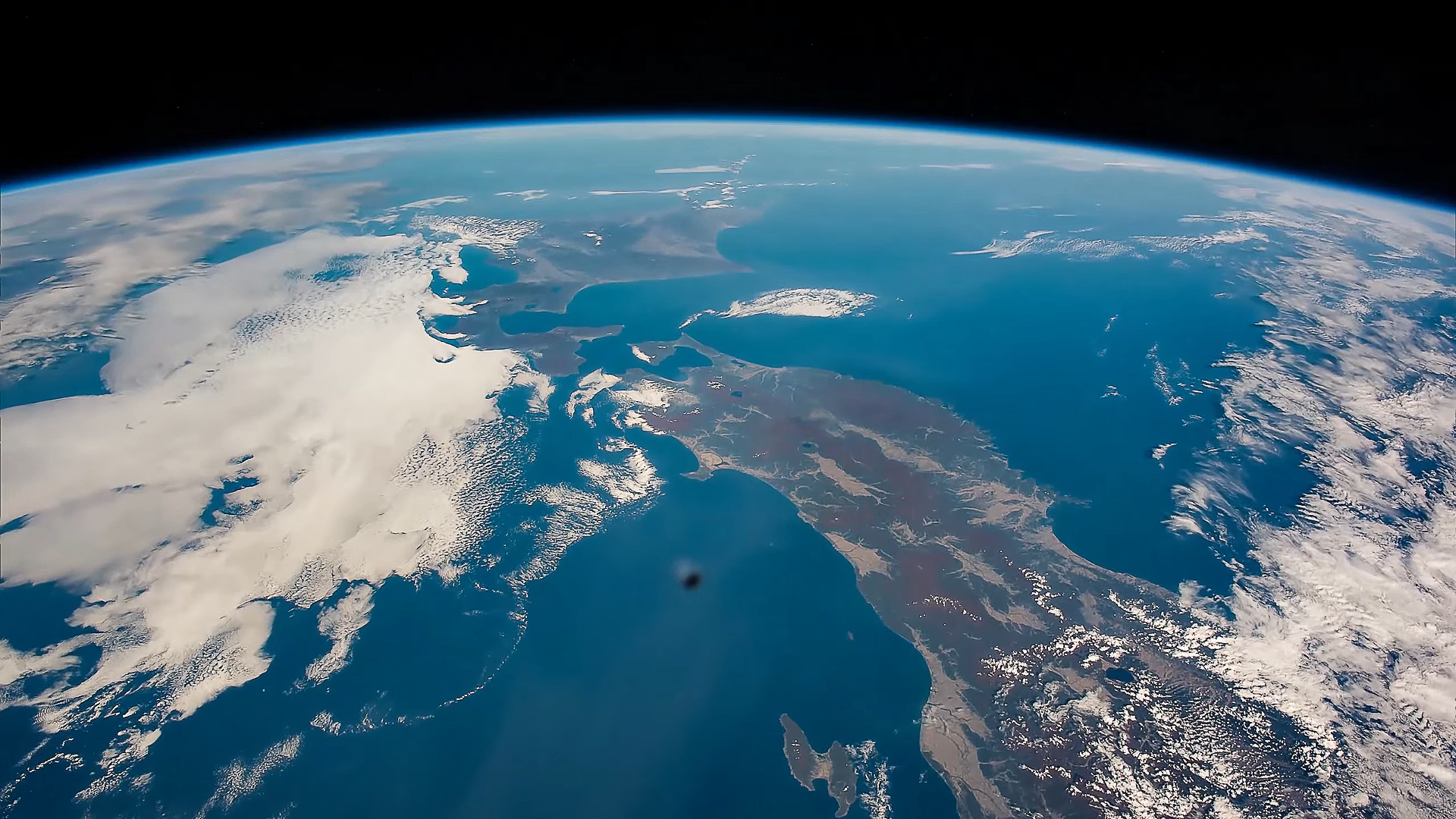
Die Tōhoku-Region und Hokkaido vom Weltraum aus gesehen

Die Region Tōhoku liegt im Norden von Honshu. Ihre westliche Seite ist am Japanischen Meer, die östliche Seite am Pazifik. Sie ist gebirgig, vor allem im mittleren Teil. Am Meer gibt es einige Ebenen, auf denen sich auch die wichtigsten Städte befinden.
Das Klima ist im Westen und Osten unterschiedlich. Im Osten ist es relativ milde, im Westen hingegen ist es eher kühler mit viel Schnee im Winter.

## Geschichte
Während der Edo-Zeit war wie in Nordchina und Korea Gerste das führende Anbaugetreide vor Reis. Die Region war während der Edo-Zeit häufig von Nahrungsmittelknappheit heimgesucht.

## Präfekturen

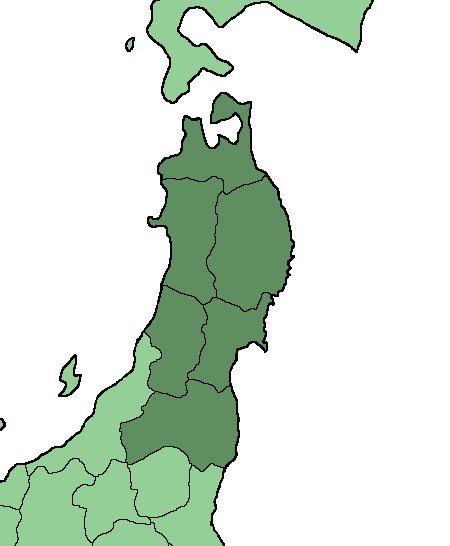

Die Region besteht in der häufigsten Definition aus sechs Präfekturen, die zusammen eine Fläche von 66.889,55 km² und etwa 9,3 Mio. Einwohner (Stand: 1. Februar 2011) haben.
1. Akita
2. Aomori
3. Fukushima
4. Iwate
5. Miyagi
6. Yamagata

Die größte Stadt in Tōhoku ist Sendai, die Hauptstadt von Miyagi.
Diese Definition von Tōhoku ist auch in Japan die häufigste; aber in manchen Kontexten gibt es andere Definitionen von Tōhoku, beispielsweise ohne Fukushima bei der Forstaufsichtsbehörde Tōhoku (Fukushima ist bei der Forstaufsicht Teil von Kantō) oder in der staatlichen Regionalplanung und beim regionalen Stromversorger Tōhoku Denryoku zusätzlich mit  Niigata.

## Wirtschaft
Hauptsächlich wird Tōhoku landwirtschaftlich genutzt. Hauptprodukte sind dabei Reis und Früchte. Auch die Fischerei ist ein wichtiger Wirtschaftszweig.
Schon vor der Tōhoku-Katastrophe vom 11. März 2011 handelte es sich bei Tōhoku bereits um eine marginalisierte Region  mit den chronischen Problemen einer schrumpfenden Wirtschaft und alternden Bevölkerung.

## Sehenswürdigkeiten

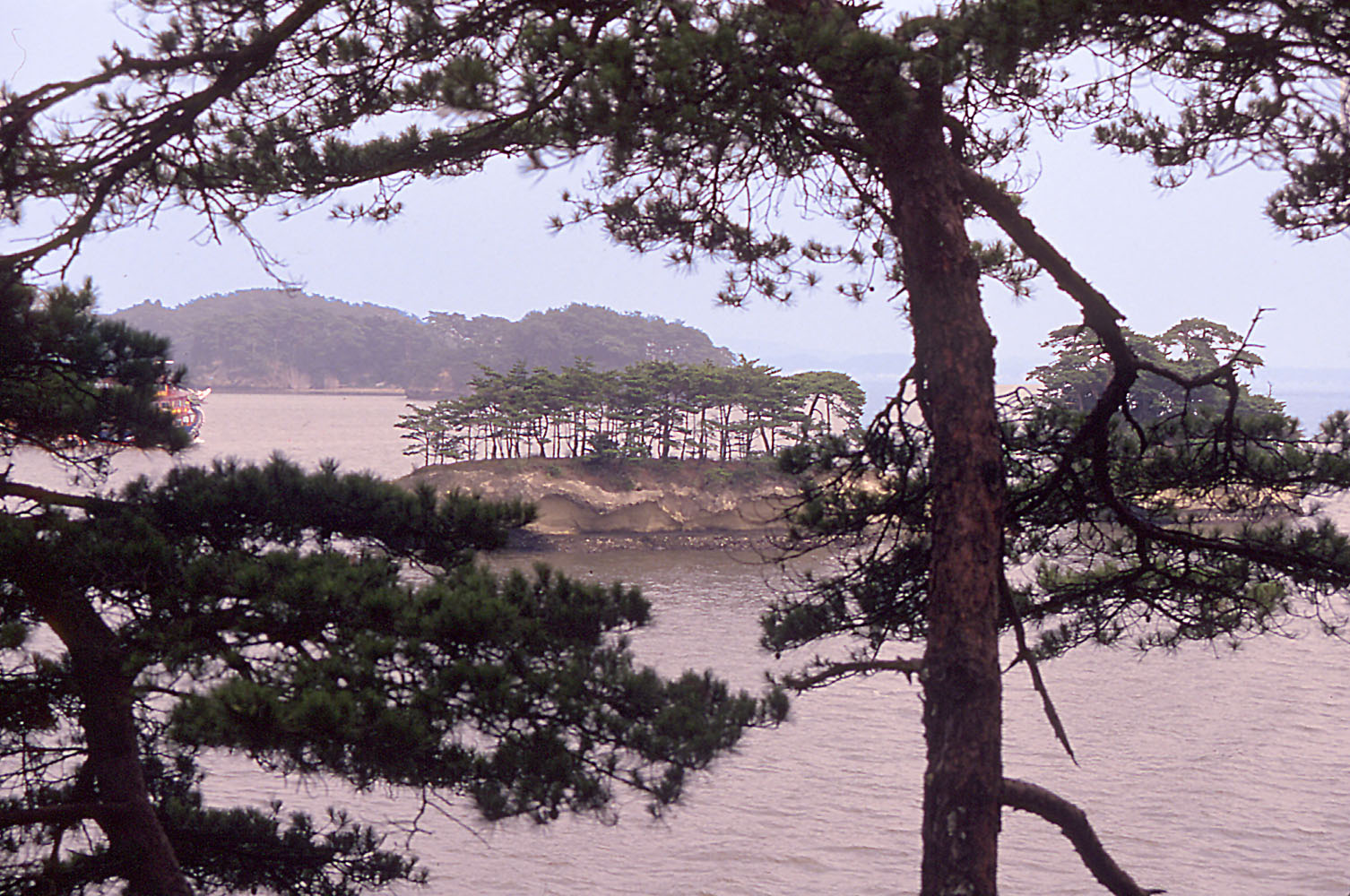
Matsushima

Die bekannteste Sehenswürdigkeit sind die Kieferninseln bei Matsushima, zweiundzwanzig Kilometer nordöstlich von Sendai, eine der drei schönsten Landschaften Japans.